# Dwyane Wade
Dwyane Tyrone Wade, Jr. (becenevei Flash vagy D-Wade) (Chicago, 1982. január 17. –)  visszavonult amerikai profi kosárlabdázó. 2006-ban a Sport Illustrated az év sportolójának választotta.
A 2003-as NBA-drafton az 5. helyen választotta a Miami Heat együttese. Wade első évében bekerült az év Rookie csapatába, és 2006-ban elnyerte az NBA nagydöntőjének MVP díját, győzelemre vezette a csapatát, amely 0–2-es állásról 4–2-re fordította meg a párharcot, és nyerte el a bajnoki címet. A 2008–09-es szezonban a bajnokság pontkirálya volt.
A 2008-as pekingi olimpián az olimpiai bajnok amerikai válogatott tagja volt. 2004-ben olimpiai bronzérmes.

## NBA pályafutása

### 2003–2004
Az 5. helyen draftolta a Miami Heat csapata, mérkőzésenként 16,2 pontot ért el, emellett még 4 lepattanót szerzett és 4,5 gólpasszt adott. Bekerült az NBA All-Rookie csapatba, ahol olyan csapattársai voltak mint Carmelo Anthony és LeBron James. Ebben a szezonban 42 győzelem mellett 40 vereséget könyvelhetett el a Miami, de ezzel a teljesítménnyel is a rájátszásba jutottak, ahol az első körben a New Orleans Hornets csapatán jutottak túl 4-3-as összesítéssel. A következő körben az Indiana Pacers volt az ellenfél, de rajtuk nem sikerül túl jutnia így a Miami kiesett.

### 2004–2005
A szezon előtt Shaquille O’Neal a csapathoz érkezik a Los Angeles Lakerstől. Ebben a szezonban 59-23-as mutatóval zárt a csapat. Wade részt vett az All-Star meccsen ahol 14 pontot szerzett 24 játékperc alatt. A rájátszásban az első körben a New Jersey Nets csapatával játszik, ahol 26,3 pontot, 8,8 gólpasszt és 6 lepattanót szerzett mérkőzésenként. A következő körben a Washington Wizards volt az ellenfél. Ebben a párharcban Wade 31 pontot, 7 lepattanót és 8 gólpasszt szerzett mérkőzésenként. A rájátszásban a menetelés azonban véget ért, mert a Detroit Pistons 4-3-as összesítéssel legyőzte a Miamit.

### 2005–06
Wadet meghívják a második All-Star meccsére, ahol a Philadelphia 76ers játékosa Allen Iverson kihagyott dobását rakta vissza és nyerte meg ezzel a meccset 122-120-ra. Ezen a meccsen 30 játékperc alatt 20 pontot szerzett. A szezonban mérkőzésenként 27,2 pontot, 6,7 gólpasszt, 5,7 lepattanót és 1,95 labdaszerzést átlagolt.
A 2006-os NBA Playoff első körében a Chicago Bullst verték meg, ezután következhetett az előző szezonban Wade-éket legyőző Detroit Pistons, de ezúttal a Miami győzedelmeskedett és jutott be az NBA nagydöntőbe.
A döntőben az ellenfél a Dallas Mavericks volt, az első két meccset a Dallas nyerte, és a harmadik meccsen is végig Dirk Nowitzkiék domináltak. Ezen a mérkőzésen 42 pontot és 13 lepattanót szerzett, a 42-ből 15-öt az utolsó negyedben. A Heat végül megnyerte a 6. mérkőzést és az NBA bajnoki címét is. Wade az utolsó mérkőzésen 36 pontot dobott és elnyerte az NBA MVP trófeát. Ő lett az 5. legfiatalabb játékos az NBA történelmében aki NBA Final MVP lett. A döntőben mérkőzésenként 34,7 pontot szerzett átlagban.

## Statisztika

### Egyetem
| Év        | Csapat                  | JM | KM | JP/M | MG%  | 3P%  | BD%  | LP/M | GP/M | L/M | B/M | P/M  |
| --------- | ----------------------- | -- | -- | ---- | ---- | ---- | ---- | ---- | ---- | --- | --- | ---- |
| 2001-2002 | Marquette Golden Eagles | 32 | 32 | 29.2 | .487 | .346 | .690 | 6.6  | 3.4  | 2.5 | 1.1 | 17.8 |
| 2002-2003 | Marquette Golden Eagles | 33 | 33 | 32.1 | .501 | .318 | .779 | 6.3  | 4.4  | 2.2 | 1.3 | 21.5 |
| Karrier   | Karrier                 | 65 | 65 | 30.7 | .494 | .333 | .745 | 6.5  | 3.9  | 2.3 | 1.2 | 19.7 |

### NBA

#### Alapszakasz
| Év         | Csapat              | JM    | KM  | JP/M | MG%  | 3P%  | BD%  | LP/M | GP/M | L/M | B/M | P/M   |
| ---------- | ------------------- | ----- | --- | ---- | ---- | ---- | ---- | ---- | ---- | --- | --- | ----- |
| 2003-2004  | Miami Heat          | 61    | 56  | 34.9 | 465  | .302 | .747 | 4.0  | 4.5  | 1.4 | .6  | 16.2  |
| 2004-2005  | Miami Heat          | 77    | 77  | 38.6 | .478 | .289 | .762 | 5.2  | 6.8  | 1.6 | 1.1 | 24.1  |
| 2005-2006† | Miami Heat          | 75    | 75  | 38.6 | .495 | .171 | .783 | 5.7  | 6.7  | 1.9 | .8  | 27.2  |
| 2006-2007  | Miami Heat          | 51    | 50  | 37.9 | .491 | .266 | .807 | 4.7  | 7.5  | 2.1 | 1.2 | 27.4  |
| 2007-2008  | Miami Heat          | 51    | 49  | 38.3 | .469 | .286 | .758 | 4.2  | 6.9  | 1.7 | .7  | 24.6  |
| 2008-2009  | Miami Heat          | 79    | 79  | 38.6 | .491 | .317 | .765 | 5.0  | 7.5  | 2.2 | 1.3 | 30.2* |
| 2009-2010  | Miami Heat          | 77    | 77  | 36.3 | .476 | .300 | .761 | 4.8  | 6.5  | 1.8 | 1.1 | 26.6  |
| 2010-2011  | Miami Heat          | 76    | 76  | 37.1 | .500 | .306 | .758 | 6.4  | 4.6  | 1.5 | 1.1 | 25.5  |
| 2011-2012† | Miami Heat          | 49    | 49  | 33.2 | .497 | .268 | .791 | 4.8  | 4.6  | 1.7 | 1.3 | 22.1  |
| 2012-2013† | Miami Heat          | 69    | 69  | 34.7 | .521 | .258 | .725 | 5.0  | 5.1  | 1.9 | .8  | 21.2  |
| 2013-2014  | Miami Heat          | 54    | 53  | 32.9 | .545 | .281 | .733 | 4.5  | 4.7  | 1.5 | .5  | 19.   |
| 2014-2015  | Miami Heat          | 62    | 62  | 31.8 | .470 | .284 | .768 | 3.5  | 4.8  | 1.2 | .3  | 21.5  |
| 2015-2016  | Miami Heat          | 74    | 73  | 30.5 | .456 | .159 | .793 | 4.1  | 4.6  | 1.1 | .6  | 19.0  |
| 2016-2017  | Chicago Bulls       | 60    | 59  | 29.9 | .434 | .310 | .794 | 4.5  | 3.8  | 1.4 | .7  | 18.3  |
| 2017-2018  | Cleveland Cavaliers | 46    | 3   | 32.2 | .455 | .329 | .701 | 3.9  | 3.5  | .9  | .7  | 11.2  |
| 2017-2018  | Miami Heat          | 21    | 0   | 22.2 | .409 | .220 | .745 | 3.4  | 3.1  | .9  | .7  | 12.0  |
| 2018-2019  | Miami Heat          | 72    | 2   | 26.2 | .433 | .330 | .708 | 4.0  | 4.2  | .8  | .5  | 15.0  |
| Karrier    | Karrier             | 1,054 | 909 | 33.9 | .480 | .293 | .765 | 4.7  | 5.4  | 1.5 | .8  | 22.0  |
| All-Star   | All-Star            | 12    | 10  | 23.8 | .634 | .250 | .720 | 3.6  | 4.8  | 2.3 | .4  | 15.7  |

#### Rájátszás
| Év      | Csapat        | JM  | KM  | JP/M | MG%  | 3P%  | BD%  | LP/M | GP/M | L/M | B/M | P/M  |
| ------- | ------------- | --- | --- | ---- | ---- | ---- | ---- | ---- | ---- | --- | --- | ---- |
| 2004    | Miami Heat    | 13  | 13  | 39.2 | .455 | .375 | .787 | 4.0  | 5.6  | 1.3 | .3  | 18.0 |
| 2005    | Miami Heat    | 14  | 14  | 40.8 | .484 | .100 | .799 | 5.7  | 6.6  | 1.6 | 1.1 | 27.4 |
| 2006†   | Miami Heat    | 23  | 23  | 41.7 | .497 | .378 | .808 | 5.9  | 5.7  | 2.2 | 1.1 | 28.4 |
| 2007    | Miami Heat    | 4   | 4   | 40.5 | .429 | .000 | .688 | 4.8  | 6.3  | 1.3 | .5  | 23.5 |
| 2009    | Miami Heat    | 7   | 7   | 40.7 | .439 | .360 | .862 | 5.0  | 5.3  | .9  | 1.6 | 29.1 |
| 2010    | Miami Heat    | 5   | 5   | 42.0 | .564 | .405 | .675 | 5.6  | 6.8  | 1.6 | 1.6 | 33.2 |
| 2011    | Miami Heat    | 21  | 21  | 39.4 | .485 | .269 | .777 | 7.1  | 4.4  | 1.6 | 1.3 | 24.5 |
| 2012†   | Miami Heat    | 23  | 23  | 39.4 | .462 | .294 | .729 | 5.2  | 4.3  | 1.7 | 1.3 | 22.8 |
| 2013†   | Miami Heat    | 22  | 22  | 35.5 | .457 | .250 | .750 | 4.6  | 4.8  | 1.7 | 1.0 | 15.9 |
| 2014    | Miami Heat    | 20  | 20  | 34.7 | .500 | .375 | .767 | 3.9  | 3.9  | 1.5 | .3  | 17.8 |
| 2016    | Miami Heat    | 14  | 14  | 33.8 | .469 | .522 | .781 | 5.6  | 4.3  | .8  | .9  | 21.4 |
| 2017    | Chicago Bulls | 6   | 6   | 31.7 | .372 | .353 | .952 | 5.0  | 4.0  | .8  | 1.3 | 15.0 |
| 2018    | Miami Heat    | 5   | 0   | 25.4 | .443 | .000 | .808 | 4.2  | 3.6  | 1.4 | .2  | 16.6 |
| Karrier | Karrier       | 177 | 172 | 37.8 | .474 | .338 | .780 | 5.2  | 4.9  | 1.5 | 1.0 | 22.3 |

## Díjak, és rekordok
- NBA-bajnok: 2006, 2012, 2013
- NBA-döntő MVP: 2006
- NBA Legtöbb pontot szerző játék: 2009
- 13× NBA All-Star: 2005, 2006, 2007, 2008, 2009, 2010, 2011, 2012, 2013, 2014, 2015, 2016, 2019
- 8× All-NBA:
  - All-NBA Első csapat: 2009, 2010
  - All-NBA Második csapat: 2005, 2006, 2011
  - All-NBA Harmadik csapat: 2007, 2012, 2013
- 3× All-Defensive:
  - NBA All-Defensive Második csapat: 2005, 2009, 2010
- NBA Első újonc csapat: 2004
- Az NBA 75. évfordulójának csapata
- NBA Skills Challenge bajnok: 2006, 2007